# 걸즈 앤 판처 최종장 제2화
《걸즈 앤 판처 최종장 제2화》(일본어: ガールズ＆パンツァー 最終章 第2話, 영어: GIRLS und PANZER das FINALE : Part II)는 2019년 6월에 개봉한 일본의 액션, 코미디, 애니메이션, 드라마 영화이다.
 미즈시마 츠토무가 감독을 요시다 레이코가 각본을 맡았다.
 일본은 2019년 6월 15일에 홍콩은 2020년 1월 2일에 대한민국은 2020년 1월 8일에 개봉되었다.

## 줄거리
오아라이 여고를 폐교 위기에서 구해낸 미호와 전차도 팀은 대학 진학을

눈앞에 둔 모모선배가 유급이 될수 있다는 소식을 접하게 된다

모모선배의 대학 진학을 모색하던 중 스포츠 특기생 전형이 있음을

알게 된 전차도 팀은 모모 선배를 대장으로 전차도 동계 대회에 출전한다

무한궤도배 토너먼트 첫 경기에서 BC자유 고교를 만나게 되는데....

## 출연진
- 후치가미 마이 - 니시즈미 미호 목소리 역
- 카야노 아이 - 타케베 사오리 목소리 역
- 오자키 마미 - 이스즈 하나 목소리 역
- 나카가미 이쿠미 - 아키야마 유카리 목소리 역
- 이구치 유카 - 레이제이 마코 목소리 역
- 후쿠엔 미사토 - 카도타니 안즈 목소리 역
- 타카하시 미카코